# فيكتوريا كوهين
فيكتوريا كوهين كومبارس مصرية يهودية، اشتهرت من خلال تقديمها ما يقرب من الثمانية عشر عملاً بدور المرأة اليهودية شديدة البخل، قدمتها للمسرح فرق يوسف وهبي ونجيب الريحاني و فؤاد المهندس، وقبل وفاتها في القاهرة عام 1964 اشتركت في مسرحية أنا فين و إنت فين مع شويكار وفؤاد المهندس. وقد أشارت بعض المصادر أنها من أصول أرمينية

## روابط خارجية
- فيكتوريا كوهين على موقع الدهليز
- فيكتوريا كوهين على موقع قاعدة بيانات الأفلام العربية